# Газопереробний завод United Gas Derivatives Company (UGDC)
Газопереробний завод United Gas Derivatives Company (UGDC) – підприємство на північному сході Єгипту, яке займається продукуванням зріджених вуглеводневих газів (ЗВГ).
У другій половині 1990-х західніше від Порт-Саїду (на косі, яка відділяє озеро Манзала від Середземного моря) почали роботу газопереробні заводи Ель-Гаміль та Вест-Гарбор, куди надходили великі обсяги газу із офшорних родовищ. Ці підприємства вилучали певну частину гомологів метану, проте існувала можливість суттєво збільшити обсяги продукування ЗВГ. З цією метою в 2005 році поряд ввели в дію ще одне газопереробне підприємство, створене в межах проекту United Gas Derivatives Company (UGDC), власниками якого на паритетних засадах виступили BP, ENI (є інвесторами блоків, ресурс яких призвів до появи ГПЗ Ель-Гаміль та Вест-Гарбор) і місцева державна газова компанія GASCO. 
Завод UGDC має потужність на прийом на рівні 38 млн м3 газу на добу. Після початкової підготовки (вилучення твердих домішок, осушка, демеркуризація) відбувається вилучення гомологів метану з подальшим фракціонуванням на пропан, пропан-бутанову суміш (зріджений нафтовий газ, ЗНГ) та конденсат. Наявне обладнання забезпечує вібдір 98% пропану та 100% бутану і більш важких компонентів.
Існують плани надати підприємству здатність вилучати ще один гомолог метану – етан, який є цінною сировиною для нафтохімічної промисловості.
Перші кілька років після початку експлуатації заводу пропан відправляли по спеціалізованому трубопроводу на термінал у Дум’яті. Починаючи з 2010-го великим споживачем спала розташована неподалік установка дегідрогенізації компанії EPPC, яка потребує 430 тисяч тон пропану на рік.
ЗНГ спрямовують для розфасовування у балони на підприємства в Дум’яті та Шаті, а конденсат відправляють на нафтопереробний завод у Суеці.
Отриманий після вилучення гомологів метану товарний газ передається до газотранспортної системи країни, для чого можливо використовувати трубопроводи Ель-Гаміль – Ель-Тіна та Ель-Гаміль – Ідку.
В 2019-му на завод UGDC по трубопроводу Абу-Маді – Ель-Гаміль подали додатковий ресурс, який до того проходив певну підготовку на газопереробному заводі Абу-Маді.